# 25032 Рендалрей
25032 Рендалрей (25032 Randallray) — астероїд головного поясу, відкритий 17 серпня 1998 року.
Тіссеранів параметр щодо Юпітера — 3,558.